# Castello di Naro
Il castello Chiaramontano di Naro è un fortilizio la cui configurazione attuale può essere fatta risalire all'epoca medioevale ad opera principale della famiglia Chiaramonte.
È monumento nazionale dal 1912.

## Storia
Anche se alcuni storici ne attribuiscono l'originaria costruzione ai giganti lotofagi primi abitanti della Sicilia e altri ne fanno risalire l'origine al tempo dei sicani, il castello fu costruito nel XII secolo e rimaneggiato in epoca chiaramontana XIV secolo.
Fu dimora del re Federico III d'Aragona che proprio dal castello di Naro emanò i 21 capitoli del regno, riguardanti il buon governo delle terre e città del Regno di Trinacria, datati da Naro ed inviati ai sudditi, gli studiosi sono incerti sull'anno di promulgazione di tale documento che viene individuato da alcuni nel 1309 e da altri nel 1324. Nel 1330 lo stesso Federico III d'Aragona fece costruire l'ampia torre quadrata, sul lato occidentale della quale è scolpito lo stemma della famiglia Aragona. Nel 1398 ospitò il re Martino il Giovane e la regina Maria, quando vennero edificati a Naro il convento e la chiesa del S.S. Salvatore. 
Dal 1401 la sua castellania è detenuta da Lopez Leon.
Il portale d'ingresso, situato ad occidente risale alla fine del Quattrocento.

## Descrizione

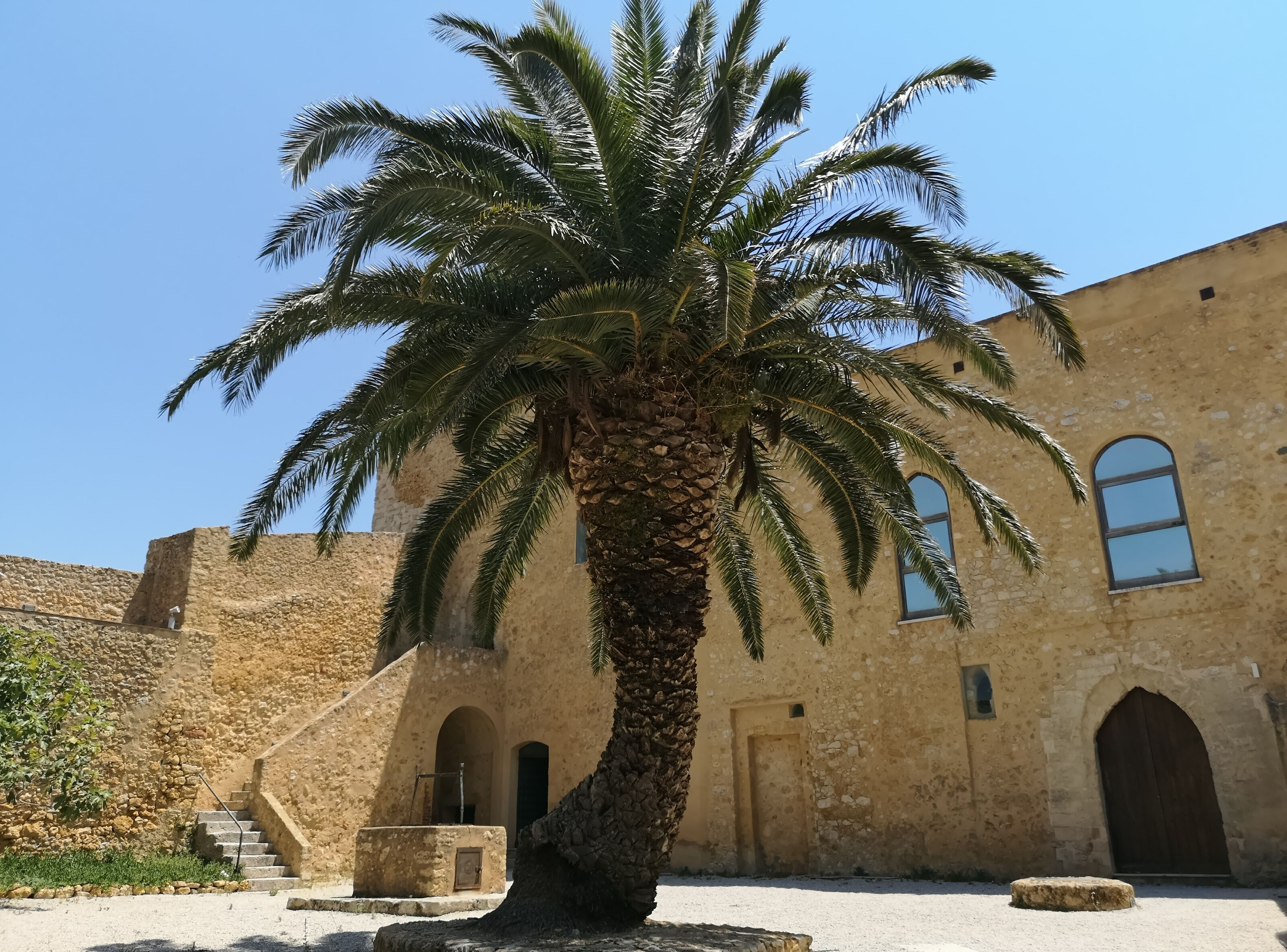
Il cortile interno

Il castello presenta una pianta quasi rettangolare con cortile non accentrato e alternanza lungo la cinta muraria di torri cilindriche e quadrate, ha un perimetro di 166 metri e occupa una superficie di 1 460 m².
Il portale di accesso, a sesto acuto, differisce sia da quelli del periodo svevo che da quelli del periodo chiaramontano. All'interno della cinta muraria vi è un vasto cortile con un pozzo, su tale cortile affacciano gli alloggi della guarnigione, la cappella e le scuderie.
Tramite una scala rampante si accede al salone della torre quadrata, detta Sala del principe o dei baroni, tale sala, coperta da una volta a botte a sesto acuto, rinforzata da un arco mediano traverso è illuminata attraverso due bifore tipicamente gotiche. All'interno di tale sala si conservano ancora dei frammenti di un affresco del pittore Cecco da Naro, pittore al quale la famiglia Chiaramonte affidò anche la pittura della residenza palermitana, il Palazzo Steri. È possibile recarsi anche al di sopra della torre quadrata, dalla quale si domina con la vista un ampio territorio che comprende a sud la città, la valle del paradiso e il canale di Sicilia, ad occidente la diga San Giovanni, a nord l'entroterra siciliano fino a poter scorgere nelle giornate di chiaro le città di Caltanissetta ed Enna e verso est anche l'Etna.
Sulla torre rotonda è posta una statua della Madonna a protezione della città.

## Uso attuale

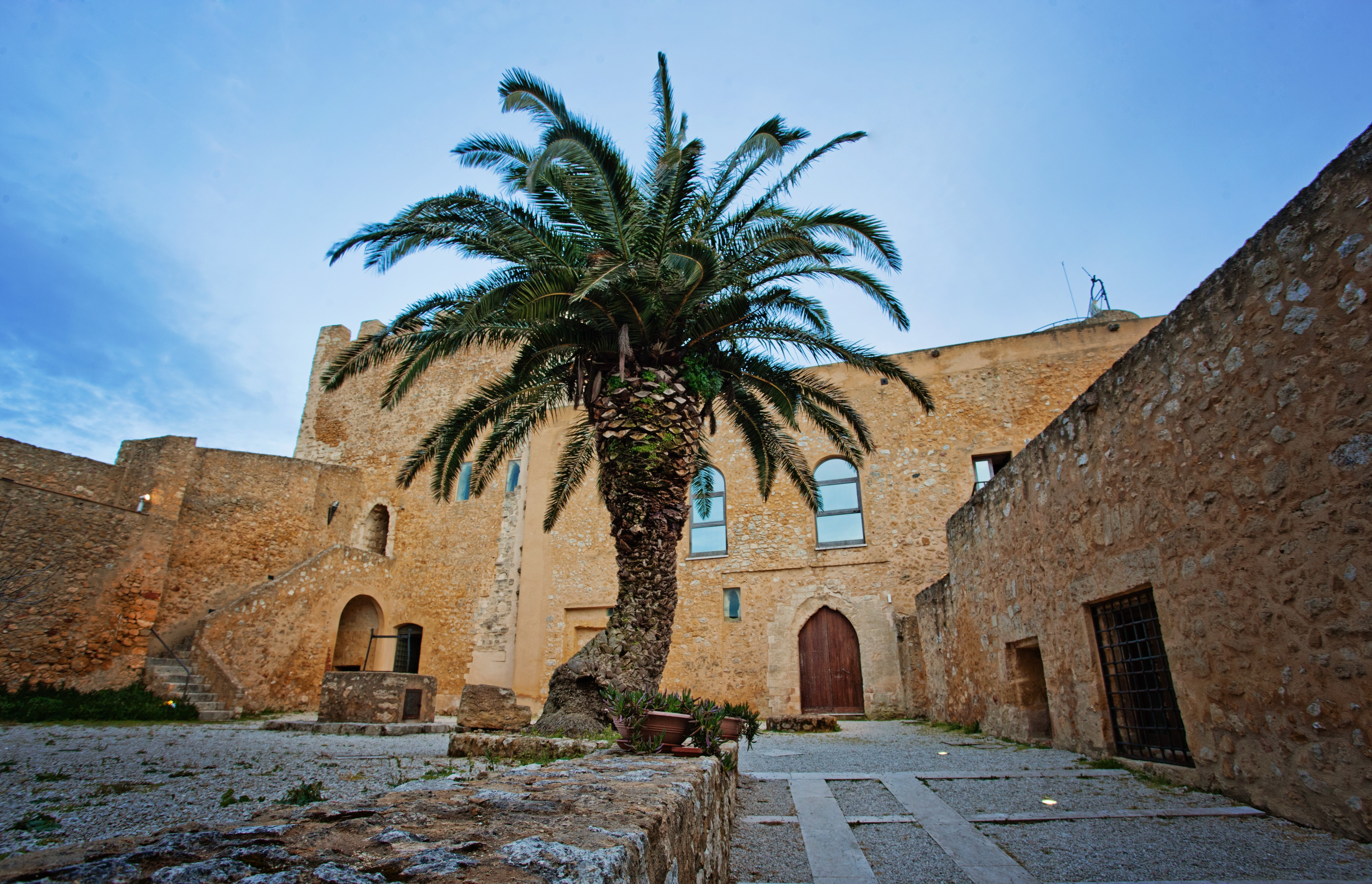

Il castello è attualmente visitabile e presenta al suo interno la Mostra permanente dell'abito d'epoca "Vento di donne", raccolta di abiti (per lo più femminili) e accessori di fine Ottocento e inizio Novecento.
Al suo interno è stata recentemente ospitata la mostra itinerante Il genio di Leonardo, raccolta di riproduzioni di opere del maestro toscano Leonardo da Vinci. La mostra, curata dall'associazione Anthropos, è stata inaugurata il 28 marzo 2009.
Il maniero è anche utilizzato per celebrare i matrimoni con rito civile.
Dal 18 al 21 ottobre 2010 il castello insieme ad altri monumenti della città è stato coinvolto nella Settimana della cultura d'impresa 2010 organizzata dalla Confindustria della provincia di Agrigento con la collaborazione dell'amministrazione comunale e dell'associazione Indàra.